# Grégory Sofikitis
Grégory Sofikitis, né le 12 juin 1985 à Martigues, est un footballeur français d'origine grecque qui évolue au FC Istres.

## Biographie
Grégory Sofikitis a été formé au FC Martigues puis à l'AS Cannes. Il signe son premier contrat professionnel en 2006 avec le FC Istres alors pensionnaire de Ligue 2. Il reste au club malgré la descente de celui-ci en National et devient champion de cette division en 2009.
Non conservé, il rallie l'Espagne et le Sangonera Atlético qui évolue en 3e division. Il y connait quelques problèmes et n'y reste qu'une saison.

## Carrière
- 2001-2004 :  FC Martigues (jeunes)
- 2004-2006 :  AS Cannes (jeunes)
- 2006-2009 :  FC Istres (L2 puis National)
- 2009-2010 :  Sangonera Atlético (D3)
- 2010-2011 :  UJA Alfortville (National)
- 2012-jan. 2015 :  Consolat Marseille (CFA puis National)
- jan. 2015-2015 :  FC Istres (National)
- jan. 2016-2016 :  US Marignane (CFA)
- 2016- :  FC Istres (DHR)

## Statistiques
- 3 Matchs en Ligue 2 avec le FC Istres
- 27 Matchs en National avec le FC Istres

## Palmarès
- Champion de National: 2009 (FC Istres)